# アントニオ・ペティグルー
アントニオ・ペティグルー（Antonio Pettigrew, 1967年11月3日 - 2010年8月10日）は、アメリカ合衆国の陸上競技選手。

## 経歴
ジョージア州メイコン出身。セントオーガスティン大学在籍時には、NCAA2部の400メートル競走で4度優勝した経歴を持つ。
1991年、世界陸上の男子400メートルで優勝した。2000年シドニーオリンピックの1600メートルリレーで、マイケル・ジョンソンらとともに金メダルを獲得した。しかし2008年5月、コーチだったトレバー・グラハムの公判でドーピングを行っていたことを認めたため、6月に2年間の出場停止処分を受け（ただし、すでにペティグルーは2002年に引退していた。）、8月にはシドニーオリンピックでのメダルを剥奪された。
2010年8月、睡眠薬の過剰摂取によって自殺した。当時はノースカロライナ大学のアシスタントコーチを務めていた。